# Sebastiania commersoniana
Sebastiania commersoniana (Baill.) L.B. Sm. & Downs , Blanquillo, es un árbol de la familia  Euphorbiaceae. Distribución: América del Sur subtropical, noroeste y noreste de Argentina, noreste, centro y sur de Brasil, Paraguay y todo el Uruguay.

## Descripción
Es un árbol de 6-15 m de altura. Árbol laticífero (látex incoloro) Follaje semipersistente, verdoso claro con tonos rojizos en otoño e invierno.  Ramillas apicales agudo espiniscentes.Hojas simples, alternas, discoloras, glabras o pubescentes; lámina elíptico lanceoladas, ápice obtuso o agudo y margen glanduloso denticulado, con glándulas poco notorias cerca de la base. Flores en espigas amentoides de 3–5 cm de largo, amarillentas, diminutas; las espigas con flores masculinas son más, con 3 flores/bráctea; las espigas femeninas con 1-3 flores/bráctea, estilos trífidos, largos, destacados. Florece en primavera. Fruto cápsula globosa, con seis ángulos, 9 mm de diámetro, castaño, y 3-semillas parduzcas. 

## Ecología
Su hábitat es fundamentalmente el monte ribereño inundable. Está dispersa en la Sudamérica subtropical, hasta el delta del Paraná y el Río de la Plata. Puede llegar a ser del 60-80 % de la flora de la selva en galería.
Se han estudiado los patrones de germinación de semillas de S. commersoniana han sido estudiados debido a la importancia de la especiee; ya que es un árbol nativo y pionero en los bosques degradados del Chaco Serrano; y ha sido sugerido para la recuperación de estos ecosistemas, en particular en los márgenes de ríos y embalses de usinas hidroeléctricas ya que tiene buen crecimiento en suelos inundables.  

## Uso medicinal
Su decocción es antiséptico de uso externo; el látex extirpa verrugas y calma dolores de caries dentales.
Posee quercetina, camferol, ácido gálico y su éster metílico (galicina), la cumarina escopoletina, ácido siríngico y ácido cafeico, isoramnetina y 3 derivados de la quercetina.

## Nomenclatura y taxonomía
Sebastiania commersoniana fue descrita por (Baill.) L.B.Sm. et Downs y publicado en Flora Ilustrada Catarinense 1: 308. 1988.
Sinonimia
- Adenogyne brachyclada (Müll.Arg.) Klotzsch
- Adenogyne discolor Klotzsch
- Adenogyne marginata Klotzsch
- Excoecaria discolor Spreng.
- Excoecaria glauca Parodi
- Excoecaria marginata (Baill.) Griseb.
- Gymnanthes brachyclada Müll.Arg.
- Gymnanthes discolor Baill.
- Gymnanthes klotzschiana Müll.Arg.
- Gymnanthes marginata Baill.
- Sebastiania brachyclada (Müll.Arg.) Müll.Arg.
- Sebastiania klotzschiana Müll.Arg.
- Stillingia commersoniana Baill.
- Stillingia cremostachys Baill.[7]

## Nombre común
Blanquillo, palo de leche, lecherón, lechero, Guindillo